# Менксрот
Менксрот (нім. Mönchsroth) — громада в Німеччині, розташована в землі Баварія. Підпорядковується адміністративному округу Середня Франконія. Входить до складу району Ансбах. Складова частина об'єднання громад Вільбургштеттен.
Площа — 11,92 км2. Населення становить 1607 ос. (станом на 31 грудня 2020).

## Галерея

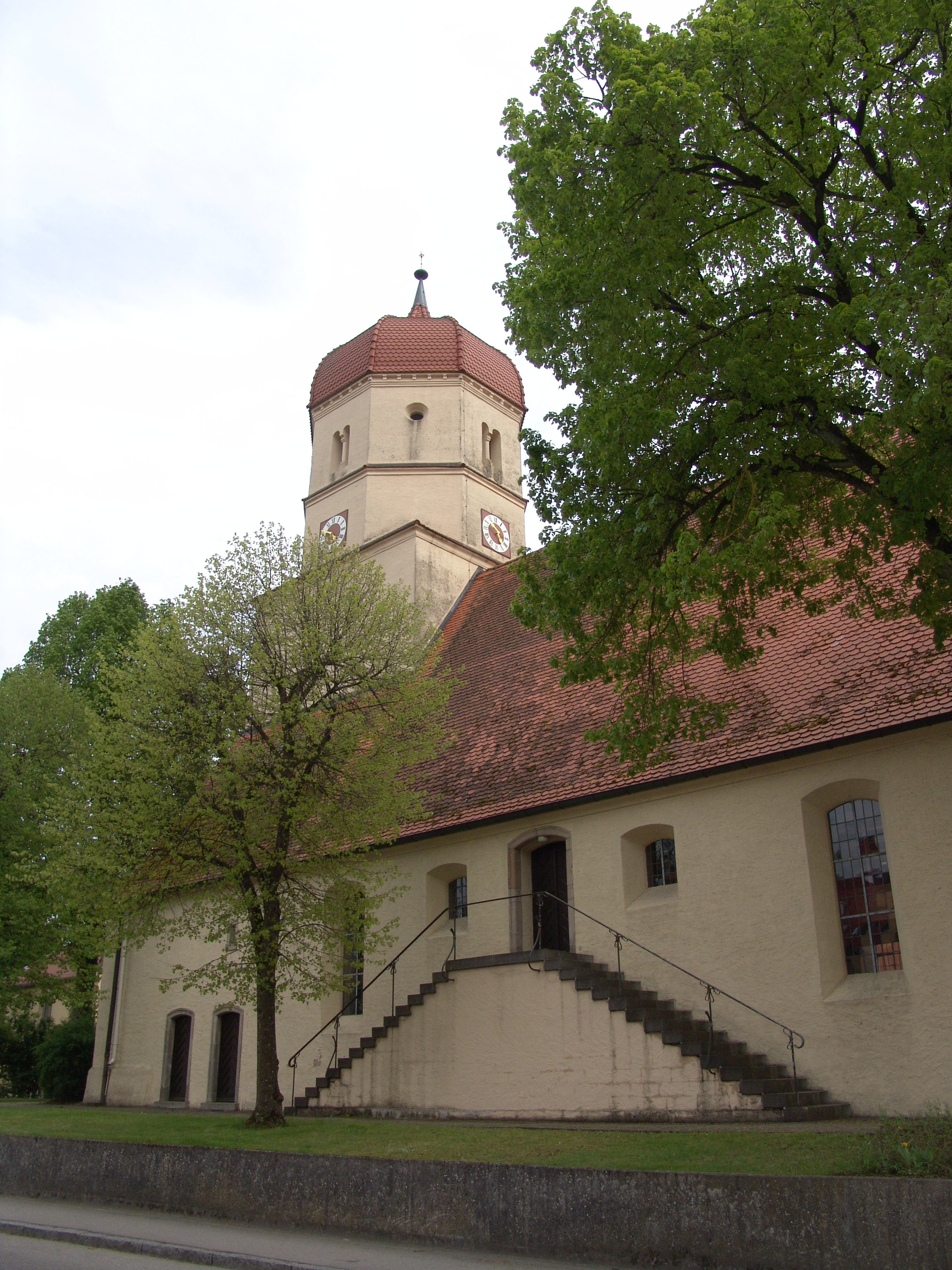